# Carl Mårten Bjuhr
Carl Mårten Bjuhr, född 29 december 1816, död 3 juli 1864, var en svensk rådman, riksdagsledamot och politiker.

## Biografi
Carl Mårten Bjuhr föddes 1816 och var troligen son till brukspatronen Henrik Bjuhr i Umeå. Han blev 1836 student vid Uppsala universitet och blev 1849 rådman i Umeå. Bjuhr avled 1864.
Bjuhr var riksdagsledamot för borgarståndet i Umeå vid riksdagen 1847–1848 och riksdagen 1850–1851.